# Кемурджиан, Александр Леонович
Алекса́ндр Лео́нович Кемурджиа́н (арм. Ալեքսանդր Լեոնի Քեմուրջյան; 4 октября 1921, Владикавказ — 24 февраля 2003, Санкт-Петербург) — советский инженер-конструктор, основатель научной школы космического транспортного машиностроения, создатель первых планетоходов. Доктор технических наук (1971), профессор (1977), лауреат Ленинской премии (1973). Участник Великой Отечественной войны.

## Биография
Родился в 1921 году во Владикавказе, в армянской семье. В 1940 поступил в МВТУ им. Н. Э. Баумана. В 1942 году добровольцем ушёл на фронт и находился в действующей армии с 1943 года и до конца войны, прошёл с боями путь от Курской дуги до Померании.
В 1951 году с отличием закончил транспортный факультет МВТУ им. Н. Э. Баумана и был направлен на работу в Ленинград во ВНИИ-100 (ВНИИтрансмаш). В 1959 году назначен начальником отдела новых принципов движения и занимался созданием транспортных средств на воздушной подушке, получивших название «ползолётов». С 1969 г. — главный конструктор—заместитель директора ВНИИтрансмаш, с 1991 г. — главный научный сотрудник.

### Планетоходы
В 1963—1973 годах А. Л. Кемурджиан возглавлял работы по проектированию и созданию самоходного автоматического шасси луноходов и малого марсохода. Под его руководством были разработаны основы проектирования планетоходов как робототехнических транспортных машин космического назначения и созданы первые в мире планетоходы — «Луноходы», марсоходы, аппарат для прыжкового передвижения по спутнику Марса Фобосу. С помощью приборов, сконструированных под руководством Кемурджиана, получены данные о физико-механических свойствах грунта Луны и Венеры.
А. Л. Кемурджиан — основатель отечественной школы конструирования планетоходов, в значительной мере определивший развитие этой дисциплины в мировом масштабе. Он создал новое направление в технике — космическое транспортное машиностроение, разработал основы теории, конструирования и испытаний планетоходов. Диапазон его разработок — от «ползолёта» (боевой дозорно-разведывательной машины на воздушной подушке; 1959—1963) до аппарата для исследований на поверхности Фобоса (спутника Марса). Разработанные и созданные в СССР луноходы впервые в мире выполнили сложную программу изучения Луны (1970, 1973) на самоходных шасси, созданных под его руководством.
ПрОП-М — первый в мире марсоход был сконструирован на ВНИИТрансмаш. На протяжении пяти лет 150 человек трудились во главе с конструктором Александром Леоновичем Кемурджианом. Одинаковые марсоходы ПрОП-М входили в состав автоматических марсианских станций, которые были доставлены на поверхность Марса в 1971 году спускаемыми аппаратами советских межпланетных станций «Марс-2» и «Марс-3». Спускаемый аппарат «Марс-2» разбился при посадке. Спускаемый аппарат «Марс-3» совершил мягкую посадку 2 декабря 1971 года, но сигнал с марсианской станции пропал через 14,5 секунды. Информация с марсохода не была получена.

### Чернобыльская авария
А. Л. Кемурджиан участвовал в ликвидации последствий аварии на Чернобыльской АЭС. В мае 1986 г. был командирован на место аварии для оценки условий работы транспортной техники. На базе опыта, полученного при проведении работ по планетоходам, под руководством А. Л. Кемурджиана в сжатые сроки был создан дистанционно управляемый специализированный транспортный робот СТР-1, оказавший существенную помощь при ликвидации последствий аварии. Робототехнический комплекс СТР-1 включал в себя самоходное шасси с приборами и оборудованием, обеспечивающими движение, радиотелевизионный комплекс для дистанционного управления и бульдозерный отвал для дезактивации территории. Два транспортных робота СТР-1 отработали на кровлях 3-го энергоблока ЧАЭС более 200 часов, расчистив завалы и удалив с кровель более 90 тонн радиоактивных материалов, что позволило исключить привлечение к работам в опасных зонах более 1000 человек. А. Л. Кемурджиан неоднократно находился в командировках на ЧАЭС для оценки работоспособности СТР-1 и определения путей его совершенствования, принимал непосредственное участие в аварийных работах на кровлях ЧАЭС.
Под руководством А. Л. Кемурджиана были созданы также и другие управляемые и автономные аппараты, применявшиеся на Земле в особо сложных условиях.
Сын Владимир (р. 10.4.1951), сотрудник
ВНИИтрансмаша.

## Память
- Составители книги «Outstanding People of the 20th Century», изданной международным биографическим центром (г. Кембридж, Англия), включили А. Л. Кемурджиана в число «выдающихся людей XX века».
- В 1997 году Международный астрономический союз присвоил название Кемурджиан (англ. Kemurdzhian) астероиду (5933) Кемурджиан[9].
- Медаль имени А. Л. Кемурджиана учреждена Федерацией космонавтики России. Первые вручения медали прошли в 2010 году[10].
- При институте ВНИИтрансмаш в Санкт-Петербурге действует Научно-технический центр «Ровер» им. А. Л. Кемурджиана.
- Имя Кемурджиана долгое время держалось в секрете, поэтому многие его статьи были опубликованы под псевдонимами Александров, Леонович или Углев[8].
- Надгробный памятник А. Л. Кемурджиану установлен на Смоленском армянском кладбище на острове Декабристов в Санкт-Петербурге[11].
- К столетию со дня рождения А. Кемурджиана в Ереване состоялась конференция «Кемурджян-100»[12].

## Основные публикации
- Автоматические станции для изучения поверхностного покрова Луны. — М.: Машиностроение, 1976.
- Планетоходы. — М.: Машиностроение, 1982.
- Планетоходы / А. Л. Кемурджиан, В. В. Громов, И. Ф. Кажукало и др.; под ред. А. Л. Кемурджиана — М., Машиностроение, 2-е изд., 1993.

## Награды
Ордена:
- Мужества (1997) — за мужество и самоотверженность, проявленные при ликвидации последствий аварии на Чернобыльской АЭС[13]
- Ленина (1971)
- Отечественной войны II степени (дважды: 1945, 1985)
- Красной Звезды (1944)
- «Знак Почёта» (1989)

Медали:
- «За боевые заслуги» (1944)[14]
- «В ознаменование 100-летия со дня рождения Владимира Ильича Ленина»
- «За победу над Германией в Великой Отечественной войне 1941—1945 гг.»
- юбилейные медали «20, 30, 40 и 50 лет Победы»
- «Ветеран труда»
- юбилейные медали «50, 60 и 70 лет Вооружённых Сил СССР»
- «В память 800-летия Москвы»
- «В память 850-летия Москвы»
- «В память 250-летия Ленинграда»
- золотая медаль Выставки достижений народного хозяйства СССР — ВДНХ
- медали Федерации космонавтики России

Премии:
- Ленинская премия (1973)
- Премия Министерства высшего и среднего специального образования СССР (1986)